# بابونه کاذب گل‌ریز
بابونه کاذب گل‌ریز (نام علمی: Tripleurospermum parviflorum) نام یک گونه از سرده بابونه کاذب است.